# Крупецька сільська територіальна громада (Рівненська область)
Крупецька сільська громада — територіальна громада України, у Дубенському районі Рівненської области. Адміністративний центр — село Крупець.
Площа громади — 180,13 км², населення — 5725 мешканців (2018).
Утворена 15 грудня 2015 року шляхом об'єднання Боратинської, Крупецької, Михайлівської та Ситненської сільських рад Радивилівського району,
У теперішньому вигляді утворена 12 червня 2020 року шляхом об'єднання Боратинської, Крупецької, Михайлівської, Рідківської, Ситненської, Теслугівської та Хотинської сільських рад Радивилівського району.
19 липня 2020 року, в результаті адміністративно-територіальної реформи та ліквідації Радивилівського району, громада увійшла до складу Дубенського району.

## Населені пункти
До складу громади входять 25 сіл: Баранне, Боратин, Веселе, Гайки, Гайки-Ситенські, Гнильче, Гоноратка, Довгалівка, Заміщина, Засув, Карпилівка, Коритне, Коти, Крупець, Митниця, Михайлівка, Нова Митниця, Пляшівка, Полуничне,  Рідків, Ситне, Срібне, Табачуки, Теслугів, Хотин